# Parlamento Centro-Americano
O Parlamento Centro-Americano (Parlacen) é um organismo internacional, criado em 28 de outubro de 1991 pela Guatemala, Honduras e El Salvador. A Nicarágua aderiu em 21 de janeiro de 1997, o Panamá em 1 de setembro de 1999 e a República Dominicana em 26 de fevereiro de 2004.
O Parlamento Centro-Americano é um órgão político do SICA com funções de planejamento, análise e recomendação; legitimado democraticamente porque seus representantes são eleitos livremente por sufrágio universal em todos os países membros.
Como no Parlamento Europeu e no Parlamento Andino, a eleição de seus representantes é feita de maneira direta. Sua principal missão é servir como fórum de debate político e impulsionador do processo de integração regional.
O parlamento regional tem sua sede na Guatemala e possui subsedes nas capitais dos Estados parte: Guatemala, El Salvador, Honduras, Nicarágua, República Dominicana e Panamá.
O Parlacen atualmente é composto por 126 parlamentares distribuídos da seguinte forma: 20 deputados titulares por cada Estado membro, os ex-presidentes e ex-vice-presidentes de cada uma das repúblicas centro-americanas, imediatamente após o término de seu mandato e até a próxima mudança de governo.
Belize e Costa Rica não são membros do Parlacen. No caso da Costa Rica, tanto o governo quanto praticamente todos os partidos de oposição concordam em não ingressar no Parlacen nem na Corte Centro-Americana de Justiça, exceto no caso de serem realizadas certas reformas, como eliminar a deputação automática para ex-presidentes e reduzir os custos de manutenção e salários.
O Panamá faz parte do Parlamento Centro Americano (PARLACEN) desde a constituição em 1991, tentou retirar-se em 2014, mas por questão constitucional doméstica e jurídica do tratado constitutivo do órgão não pode retirar-se efetivamente.